# Hyles lathyrus
Hyles lathyrus är en fjärilsart som beskrevs av Baker 1891. Hyles lathyrus ingår i släktet Hyles och familjen svärmare. Inga underarter finns listade i Catalogue of Life.